# مارك والاس
مارك والاس (بالإنجليزية: Mark Wallace)‏ (19 نوفمبر 1981 في المملكة المتحدة - ) هو لاعب كريكت بريطاني. لعب مع نادي مقاطعة غلاموركن للكريكت ‏.

## وصلات خارجية
- مارك والاس على موقع إي آس بي آن كريك إنفو (الإنجليزية)